# Pršetinci
Pršetinci so naselje v občini Sveti Tomaž.
Pršetinci so razloženo naselje na slemenu nad dolino potoka Lesnice. Področje je poljedelsko usmerjeno, nekaj je vinogradov. V kraju je Marijina kapela. Tukaj je ohranjen vaški studenec, star več kot 260 let. Prav tako sredi Pršetincev stoji velika lipa pod katero se vaščani zbirajo za razne priložnosti. Na griču sredi vasi stoji gasilski dom. Pršetinsko gasilsko društvo je leta 2009 praznovalo sedemdeseto obletnico. Društvo je uspešno na tekmovanjih in kvizih.
Na vaškem grbu je tele v »kopaji« - Prsetani koljejo tele v kopaji, iz katere z žlico (z žehtarji) zajemajo kri.